# Chris Kappler
Chris Kappler (n. 9 februarie 1967, Illinois, SUA) este un sportiv ce a reprezentat Statele Unite ale Americii, medaliat olimpic. A participat la o ediție a Jocurilor Olimpice (2004) în care a câștigat o medalie de aur și o medalie de argint.